# Территория бандитов
«Территория бандитов» (англ. Gangland) — десятый эпизод второго сезона американского мультсериала «Новые приключения Человека-паука», основанного на одноимённом персонаже комиксов Marvel, созданном Стэном Ли и Стивом Дитко.

## Сюжет
День святого Валентина. Питер и друзья собираются в ресторане. Гвен приходит в шикарном виде, что восхищает Питера и Гарри. Джона Джеймсон со своей женой отправляется в оперу. Там же наверху в VIP-комнате собираются представители преступного мира: Томбстоун с Молотоглавом, Доктор Осмьиног с Грифом и Сильвермейн с дочкой. Они намерены решить вопрос о контроле над городом. Тем временем к Питеру и его друзьям подсаживаются остальные одноклассники. Флэш просит Паркера, чтобы тут стукал его, если первый говорит глупости при Ша Шэн.
Начинается опера. Преступники спорят за ужином и приходят в удивление, когда узнают, что никто из них не назначал встречу. Внезапно Молотоглав вырубает дочку Сильвермейна и бросает автомат Томбстоуну, говоря, что его план сработал. Большой Босс в шоке, но не успевает ничего сказать, как на него нападают остальные за предательство. В ходе битвы они вываливаются из комнаты в большой зал. Джей Джей чувствует сенсацию и покидает представление. Из газеты звонят Питеру, чтобы тот отправлялся на место происшествия. Лиз хочет поцеловаться на прощание, но Паркер лишь извиняется перед Гвен и уходит. Томбстоун говорит, что Молотоглав его предал, но ему не верят. Док Ок также нападает на Сильвермейна, решая воспользоваться случаем, чтобы избавиться ото всех. Прибывает Человек-паук. Доктор Осьминог, пытаясь попасть в него, отпиливает своими щупальцами люстру от потолка, и она падает на Джеймсона и двоих парней. Паук спасает их, а затем вываливается со злодеями на улицу.
Тем временем Гарри осуждает Питера за то, что тот оставил свою девушку в такой праздник, но на сторону Паркера встаёт Гвен. Злодеи постепенно пытаются связаться с подручными, но связь заблокирована. Доктор Осьминог вот-вот покончит с Пауком, но его спасает Томбстоун, так как на улице слишком много свидетелей, и никто не должен видеть, как Томпсон Линкольн сотрудничает с суперзлоедями. В ресторане Флэш идёт танцевать со своей девушкой Ша Шэн. Первым Паук справляется с Сильвермейном. Молотоглав, всё ещё сидящий в VIP-комнате, намерен стать Большим Боссом. Сейбл Манфреди приходит в себя, и он уходит. Та не решается выстрелить ему в спину. Паук с Осьминогом и Томбстоуном проваливаются под землю. Герой побеждает Октавиуса, а затем дерётся с Томбстоуном. Тот сражается во всю силу, так как внизу нет свидетелей. Но Паук всё-таки разбирается и с ним, затем раскрывая полиции его истинное лицо. Всех преступников арестовывают. Когда Линкольна уводят, он говорит Молотоглаву, что тот уволен. Питер возвращается в ресторан, но Марк его не пускает, так как видел, как он относится к Гвен. На следующий день Человек-паук показывает Джорджу Стейси газету, в которой написано, что за Томбстоуна поручились, и его освободили. Однако капитан заверяет, что со временем они доберутся до него, ибо теперь все знают, что он Большой Босс. Линкольн возвращается в свой офис, в котором заседает Зелёный гоблин, придумавший весь этот план и заявляющий, что является Большим Боссом преступности.

## Роли озвучивали
- Джош Китон — Питер Паркер (Человек-паук)
- Джон Димаджио — Молотоглав
- Кевин Майкл Ричардсон — Томбстоун
- Никки Кокс — Сильвер Сейбл
- Мигель Феррер — Сильвермейн
- Питер Макникол — Доктор Осьминог
- Клэнси Браун — Джордж Стейси

## Отзывы

Динамика оценок IGN к эпизодам 2 сезона мультсериала

Эрик Гольдман из IGN поставил серии оценку 8,8 из 10 и написал, что «почти весь эпизод был сопровождён музыкой из оперы, где произошла драка, которая послужила отсылкой на некоторые из историй о гангстерах прошлого, в которых использовался такой приём». Рецензент подметил, что «особенно велика была драматическая финальная битва между Человеком-пауком и Томбстоуном в подземном туннеле, поскольку все остальные звуки (включая эффекты и диалоги) были убраны, и только опера использовалась для сопровождения экшна».
Джастин Феликс из DVD Talk назвал серию «очередным динамичным и весёлым эпизодом». Его коллега Дэнни Кокс написал, что из всего 7 тома на DVD, ему «особенно понравился эпизод „Территория бандитов“, так как в нём столько злодеев сражается друг против друга», в то время, как «им всё ещё приходилось иметь дело со Спайди».
Зрители тоже тепло восприняли эпизод; Screen Rant и CBR поставили его на 6 место в топе лучших эпизодов мультсериала по версии IMDb.